# تاوابورول
تاوابورول (انگلیسی: Tavaborole) (با نام تجاری Kerydin) یک داروی ضد قارچ موضعی برای درمان آنیکومیکوزیس، عفونت قارچی ناخن و بستر ناخن با میزان پاکسازی کامل ۶–۷٪ و میزان پاکسازی جزئی ۲۳–۲۴٪ در افراد است. که «مرز عفونت به کوتیکول در پایه ناخن بزرگ پا نمی‌رسد.» این دارو در ژوئیه ۲۰۱۴ توسط FDA ایالات متحده تأیید شد. این دارو یک آنزیم قارچی ضروری، لوسیل-tRNA سنتتاز را که برای سنتز پروتئین لازم است، مهار می‌کند. مهار سنتز پروتئین منجر به خاتمه رشد سلولی و سپس مرگ سلولی می‌شود و عفونت قارچی را از بین می‌برد.

## کاربرد پزشکی
این دارو در درمان اونیکومیکوزیس به کار می‌رود. در کارآزمایی‌های بالینی، تاوابورول مؤثرتر از وسیله نقلیه (اتیل استات و پروپیلن گلیکول) به تنهایی در درمان اونیکومیکوزیس بود. در دو مطالعه، عفونت قارچی با استفاده از تاوابورول در ۶٫۵٪ موارد در مقابل ۰٫۵٪ با استفاده از وسیله نقلیه به تنهایی، و ۲۷٫۵٪ در مقابل ۱۴٫۶٪ با استفاده از وسیله نقلیه به تنهایی از بین رفت.

## عوارض جانبی
لایه برداری محل استفاده، اریتم (بثورات پوستی) و تحریک از عوارض جانبی احتمالی هستند و ممکن است در کمتر از ۵ درصد افراد رخ دهند.

## فارماکولوژی
تاوابورول به عنوان یک مهارکننده سنتتاز لوسیل-tRNA قارچی عمل می‌کند.

### فارماکوکینتیک
وقتی تاوابورول با مخلوط ۱:۱ اتیل استات و پروپیلن گلیکول تهیه می‌شود، این توانایی را دارد که به‌طور کامل از طریق ناخن انسان نفوذ کند. ۵۲۴٫۷ mcg/cm۲ پس از دو هفته استفاده روزانه.
تاوابورول در سطح ۳٫۵۴ نانوگرم در میلی‌لیتر پس از یک بار مصرف ۰٫۲ میلی‌لیتر از محلول ۵ درصد در خون قابل تشخیص است. نیمه عمر تاوابورول ۲۸٫۵ ساعت، بیشینه غلظت ۵٫۱۷ نانوگرم در میلی‌لیتر پس از دو هفته استفاده روزانه، و ۸ روز طول می‌کشد تا به بیشینه غلظت برسد.